# Rubus howii
Rubus howii är en rosväxtart som beskrevs av Elmer Drew Merrill och Chun. Rubus howii ingår i släktet rubusar, och familjen rosväxter. Inga underarter finns listade i Catalogue of Life.